# Saint Calice
 (septembre 2016).
Améliorez-le ou discutez des points à vérifier. 
Le Saint Calice est la coupe utilisée par Jésus-Christ et ses douze disciples au cours de la Cène, repas qu'ils prirent pour commémorer ensemble la Pâque juive, à la veille du jour où Jésus allait être livré aux Romains, qui le crucifièrent.
Il existe plusieurs coupes qui revendiquent être la relique de la coupe utilisée par Jésus-Christ, aucune n'étant officiellement reconnue par l'Église catholique. L'une d'elles est conservée à la cathédrale de Gênes et une autre aurait été livrée aux flammes révolutionnaires, à Troyes. Le calice qui se trouve actuellement à la cathédrale de Valence, en Espagne, est moins connu. Certains auteurs pensent que la coupe utilisée par Jésus-Christ lors de la Cène serait parvenue à saint Pierre et que, depuis, tous les papes se la sont transmise et s'en serviraient comme calice pour célébrer l'Eucharistie, le Jeudi Saint.
Le « Saint Calice » a également souvent été associé au Graal, soit par des artistes, soit au travers de légendes populaires. Le terme de Saint Graal l'a décrit, plutôt que simplement, celui de "graal."

## Le calice pour l'Église

### Le Saint Calice dans les textes
Les trois Évangiles synoptiques évoquent de la même manière la coupe que prit le Christ lors de l’institution de l’Eucharistie après la Cène, sans lui donner de nom ni de titre particulier, ni la décrire.

« 26.27 Il prit ensuite une coupe ; et, après avoir rendu grâces, il la leur donna, en disant : Buvez-en tous ;

26.28 car ceci est mon sang, le sang de l’alliance, qui est répandu pour plusieurs, pour la rémission des péchés. »

— Évangile selon Matthieu, lire en ligne

« 14.23 Il prit ensuite une coupe ; et, après avoir rendu grâces, il la leur donna, et ils en burent tous.

14.24 Et il leur dit : Ceci est mon sang, le sang de l’alliance, qui est répandu pour plusieurs. »

— Évangile selon Marc, lire en ligne

« 22.20 Il prit de même la coupe, après le souper, et la leur donna, en disant : Cette coupe est la nouvelle alliance en mon sang, qui est répandu pour vous. »

— Évangile selon Luc, lire en ligne
Le Saint Calice est également évoqué dans la première épître aux Corinthiens de la même manière.

« 11.25 De même, après avoir soupé, il prit la coupe, et dit : Cette coupe est la nouvelle alliance en mon sang ; faites ceci en mémoire de moi toutes les fois que vous en boirez. »

— Première épître aux Corinthiens, lire en ligne
Saint Irénée a décrit le miracle provoqué par Marc le Gnostique qui a versé du vin blanc dans son calice et qui est devenu rouge après avoir prié.

### Le Saint Calice dans le canon de la Messe
Au cours de la messe dans le rite latin, le prêtre célébrant prononce les mots suivant lors de la consécration du vin de l’Eucharistie :
« Accipiens et hunc praeclarum calicem in sanctas ac venerabiles manus suas… » (« (le Seigneur) prenant aussi ce précieux calice dans ses mains saintes et vénérables… »).
L'expression « prenant ce calice » plutôt que « prenant un calice » pourrait indiquer, comme le signale Antuñano (voir bibliographie), que le calice utilisé par les papes à Rome était le même que celui utilisé par Jésus.
Aucune trace n’indique comment le Saint Calice serait parvenu aux papes : il est généralement supposé avoir été apporté soit par saint Pierre, soit par saint Marc.

## Le Calice de Valence

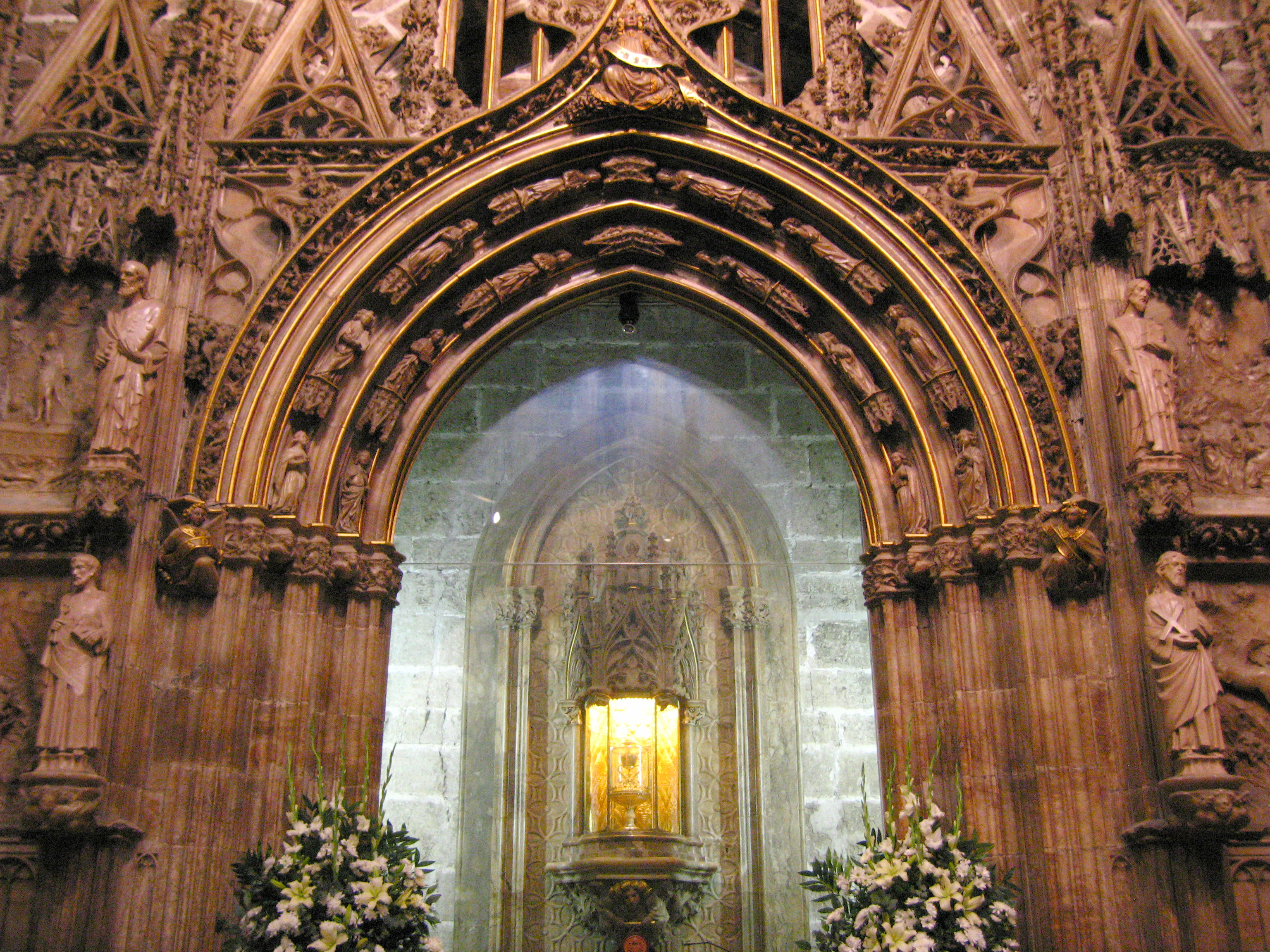
Relique de la Cathédrale de Valence (Espagne)

La cathédrale de Valence (en Espagne) conserve depuis 1437 une relique supposée être le Saint Calice, envoyée de Rome en Espagne par saint Laurent en 258. Selon la présentation qui en est faite à la cathédrale de Valence, la coupe serait datée du Ier siècle av. J.-C. et aurait été ornementée au fil des siècles.

### Histoire du Calice de Valence

#### 258: Saint Laurent fait envoyer le Calice à Huesca
Selon une légende, en 258, pendant la persécution de Valérien, le pape Sixte II aurait, deux jours avant son martyre, remis les reliques, les objets précieux et l’argent, à son diacre, saint Laurent, originaire de Huesca (Espagne).
Laurent fut lui-même martyrisé, mais, avant de mourir, il avait fait expédier le calice à ses parents, dans sa ville natale, Loret, près de Huesca, avec une lettre écrite de sa main.
Il y avait une fresque du XIIIe siècle dans la basilique Saint-Laurent-hors-les-murs de Rome qui représentait la remise du Saint Calice par saint Laurent à un légionnaire espagnol, mais elle a été détruite le 19 juillet 1943, lors d’un bombardement allié, et il ne subsiste qu’une photo médiocre.
Les parents de saint Laurent habitaient une petite ferme (torre, en aragonais) qui est l’actuel ermitage de la Vierge de Loreto.

#### 713: conquête musulmane, voyage à travers les Pyrénées du Sud

Monastère Saint-Adrien de Sasabe

En 712 débute la conquête musulmane de l'Espagne.
Les Maures auraient recherché le Saint Calice et la cathédrale de Huesca n’étant plus un abri sûr, l’évêque Acisclo quitta la ville en 713 avec le Saint Calice, voyageant vers les Pyrénées du Sud, en passant par plusieurs chapelles, églises et monastères : grotte de Yebra de Basa (où fut martyrisée sainte Orosia), chapelle du monastère Saint-Pierre de Siresa (le Saint Calice a été caché à l’intérieur d’un des murs ; une étoile dessinée sur le sol avait une branche qui indiquait la position exacte de la cachette dans le mur ; vers 830, les rois et comtes d’Aragon et de Navarre ont versé des contributions considérables pour le culte des reliques sacrées, culto a las santas reliquias), église Santa María à Santa Cruz de la Serós (un petit habitacle dans le mur fait penser que le Saint Calice aurait pu être placé là), monastère Saint-Adrien de Sasabe, église de la Corte à Bailo (entre 1014 et 1045 environ), cathédrale Saint-Pierre de Jaca (vers 1045), et d’autres endroits restés secrets.
En 777, l’armée de Charlemagne traverse les Pyrénées. Une théorie prétend que la rumeur de la présence du Saint Calice dans cette région se serait alors propagée en Europe.

#### ~1070: le Saint Calice est placé au monastère de Saint Jean de la Peña

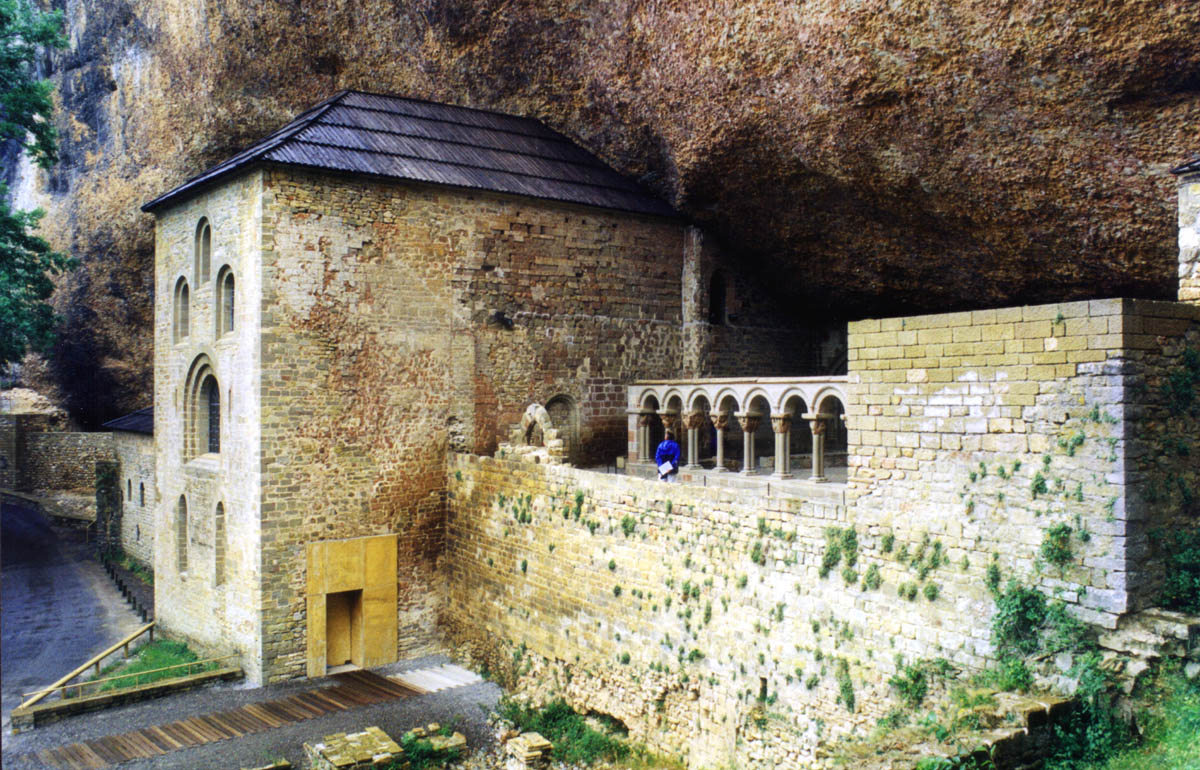
Monastère Saint-Jean de la Peña

En 1071, l’évêque de Jaca, Don Sancho I, plaça le Saint Calice au monastère de Saint Jean de la Peña, où il avait été moine auparavant, à l’occasion de la venue du cardinal Hugo Cándido, envoyé par le pape Alexandre II.

Le document Vida de S. Laurenzo du 14 décembre 1134 (page 109 ?) écrit par D. Carreras Ramirez, chanoine de Saragosse, témoigne de la présence du Saint Calice au monastère de Saint Jean de la Peña :
"En un arca de marfil está el Caliz en que Cristo N. Señor consagró su sangre, el cual envió S. Laurenzo a su patria, Huesca."
("Dans une arche d’ivoire se trouve le Calice dans lequel Notre Seigneur le Christ a consacré son sang, lequel fut envoyé par saint Laurent à sa mère patrie, Huesca.")

En 1322 un sultan d’Égypte revendique avoir acquis à Jérusalem la coupe utilisée par le Christ lors de la Cène.
Jacques II d’Aragon achète ce calice au sultan et le place dans le palais de l’Aljafería de Saragosse (Source : Finke, Acta Aragonensia II. Berlin-Leipzig 1908).
J. A. Onate (voir bibliographie) a formulé l’hypothèse que, par la suite, Martin Ier l’Humain aurait fait de cette coupe le pied du Saint Calice.

#### 1399: le Calice est transporté à l’Aljafería de Saragosse puis à Barcelone

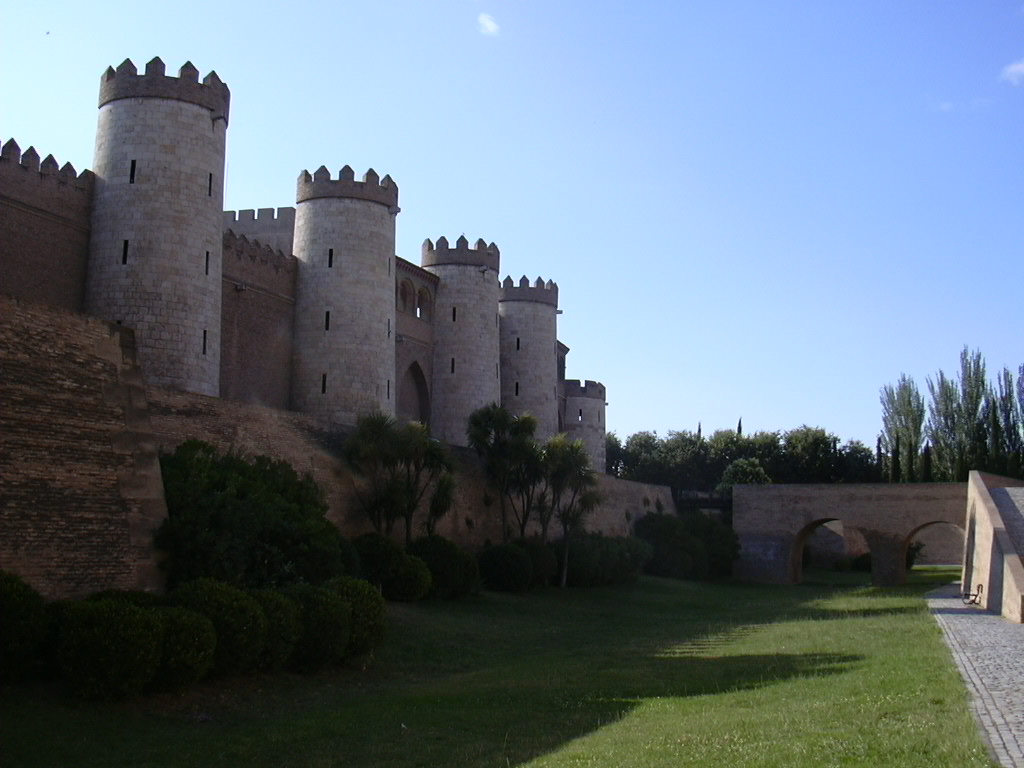
Palais de l’Aljafería de Saragosse

Le 26 septembre 1399, le Saint Calice fut transporté à la chapelle du Palais Royal (l’Aljafería) de 
Saragosse, à la demande du roi d’Aragon Martin Ier l’Humain avec le soutien de l’antipape Benoît XIII.

Un acte notarial indique : "Cáliz de piedra en el cual Ntro. Sr. Jesucristo consagró su preciosa sangre" ("Calice en pierre dans lequel Notre Seigneur Jésus-Christ a consacré son sang précieux".)
Le texte qui accompagnait le Calice - ce texte est conservé dans les archives de la Couronne d’Aragon à Barcelone (Parchemin no 136 de la Collection de Martin Ier l’Humain (voir le document)) - précisait que le calice avait été envoyé de Rome avec une lettre de saint Laurent.

Plus tard, le Saint Calice fut transféré dans la chapelle de la résidence du roi à Barcelone (l’inventaire des biens de Martin Ier qui fut fait en septembre 1410 à Barcelone peu avant sa mort indique que le Saint Calice était présent dans cette ville).

#### ~1416: le Saint Calice est transféré à Valence
En 1416 (ou 1424), Alphonse V d'Aragon emmena le Saint Calice dans son Palais Royal à Valence (Espagne) (ce palais a été démoli en 1810).

Parti conquérir Naples, son frère, Jean II d'Aragon devient vice-roi.

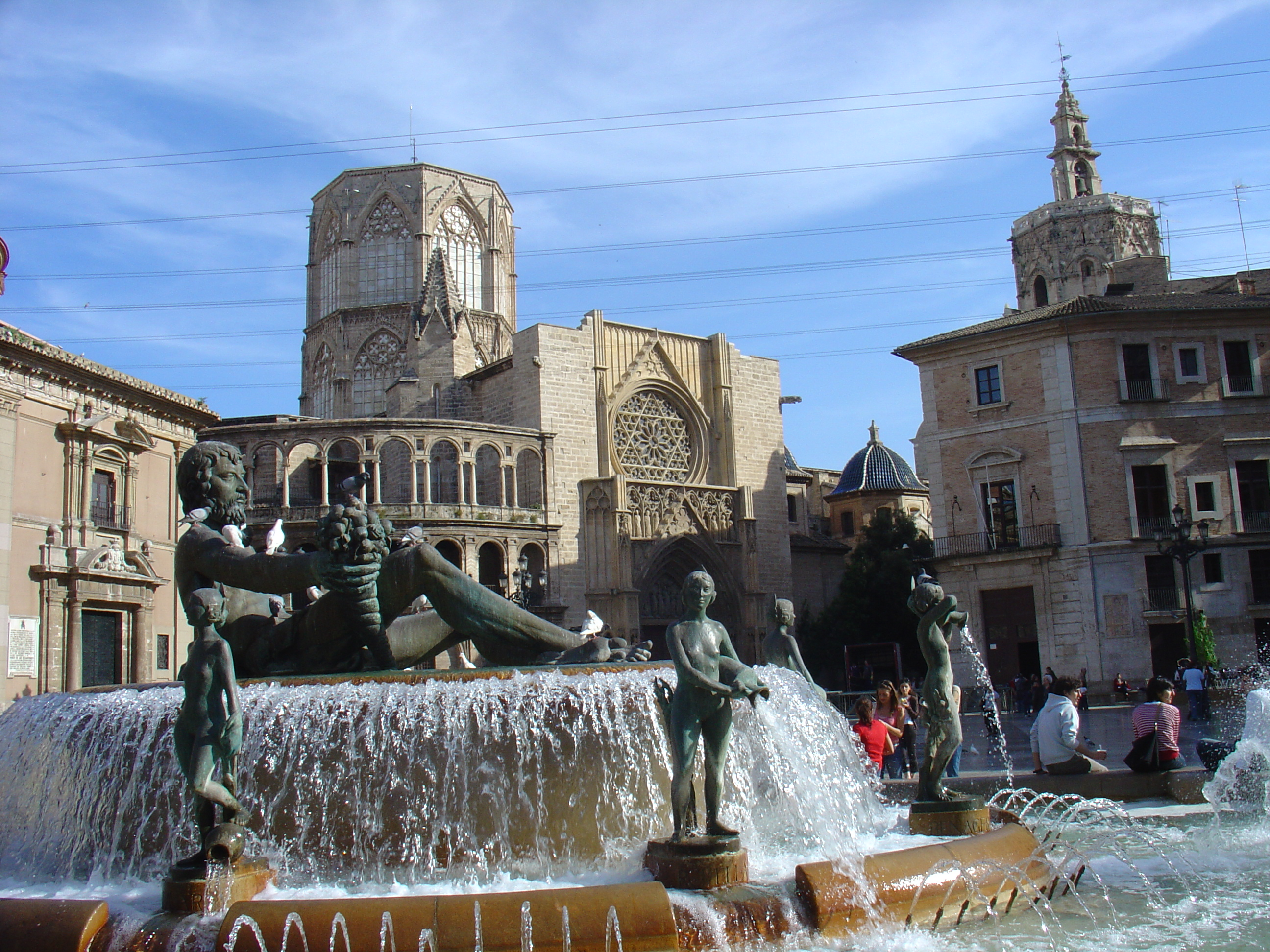
Cathédrale de Valence

Selon l'acte du notaire Jaume Monfort, le 18 mars 1437, Jean II a remis au nom de son frère le Saint Calice à la cathédrale de Valence où il est toujours conservé (Archives de la cathédrale, volume 3.532, pages 36–37).
La couronne d’Aragon a ensuite voulu le reprendre et la cathédrale de Valence a donné au royaume d'Aragon 40 000 ducats d’or pour garder perpétuellement cette relique.

#### 1744: le Saint Calice se fragmente après une chute
Le 3 avril 1744, lors du service de la Semaine sainte, le Saint Calice échappa des mains de l’archiprêtre Don Vicente Frígola Brizuela.
La réparation a été effectuée par le grand bijoutier Luis Vicent (en présence du notaire Juan Claver qui a consigné l’acte) et la cassure ne se remarque plus, hormis deux petites fissures.

#### 1809: avancée des troupes napoléoniennes, le Saint Calice est transféré à Alicante, à Ibiza et à Palma, à Majorque
En mars 1809, devant l’avancée des troupes napoléoniennes, le Saint Calice a quitté Valence pour Alicante tout d’abord. Il est retourné à Valence en février 1810. Puis en mars de cette année, il est transféré de Valence à Ibiza et en février 1812, à Palma à Majorque.

Le Saint Calice est retourné à la cathédrale de Valence en septembre 1813, à la fin de la guerre d’Indépendance.

#### 1916: Le Saint Calice est installé dans une chapelle
En 1915 le chapitre de la cathédrale décide de transformer l’ancienne salle du chapitre en chapelle du Saint Calice, où celui-ci fut installé en 1916, le jour de l’Épiphanie.

#### 1936: guerre civile, le Saint Calice est confié à une fidèle
Le 21 juin 1936 au matin, durant la guerre civile qui oppose les républicains aux nationalistes de Franco, les républicains ayant dévasté les temples adjacents à la cathédrale (San Valero, San Agustin et d’autres), le conseil de la cathédrale décida de remettre le Saint Calice à un fidèle. Il fut confié, camouflé dans du papier journal, à Maria Sabina Suey Vanaclocha, escortée par deux ecclésiastiques déguisés, jusqu’à son domicile, 3 rue Primado Reig.
Quelques heures après, les républicains entraient dans la cathédrale.
Un franc-maçon se mit à la recherche du Saint Calice avec des républicains et le chercha parmi des membres du conseil et leurs amis.

Le 7 août, des républicains fouillèrent rapidement le domicile de Maria Sabina qui se trouvait être une amie d’Elias Olmos Canalda (archiviste de la Cathédrale) et ne trouvèrent pas le Saint Calice caché dans la garde-robe. Il fut alors dissimulé sous une dalle.

Le 29 août, ils revinrent et ne le trouvèrent toujours pas.
Maria Sabina le cacha alors chez son frère au 7 rue Pelayo, avant de le cacher de nouveau chez elle le 30 janvier 1937.

Entre-temps, un groupe juif d’Amsterdam offrait environ 100 000 $ pour le Saint Calice.

Le 20 juin 1937, Maria Sabina plaça le Saint Calice chez sa sœur, à Carlet, un petit village à 25 km de Valence.

Le 30 mars 1939, peu après la victoire de Franco, Maria Sabina remit le Saint Calice aux autorités.

Le jeudi 9 avril le Saint Calice fut rendu au conseil de la cathédrale.
Il fut placé à la "Lonja de la seda" durant trois mois le temps que la cathédrale soit réparée des saccages républicains. Le 9 juillet il revient à la cathédrale.

D. Elias Olmos y Canalda a écrit un livre, Como Fue Salvado el Santo Caliz de la Cena : Rutas del Santo Grial desde Jerusalén a Valencia (publié en 1946, (ASIN B0000EDNKO)), qui raconte tous ces événements.

#### 1982: le pape Jean-Paul II célèbre la messe avec le Saint Calice à Valence

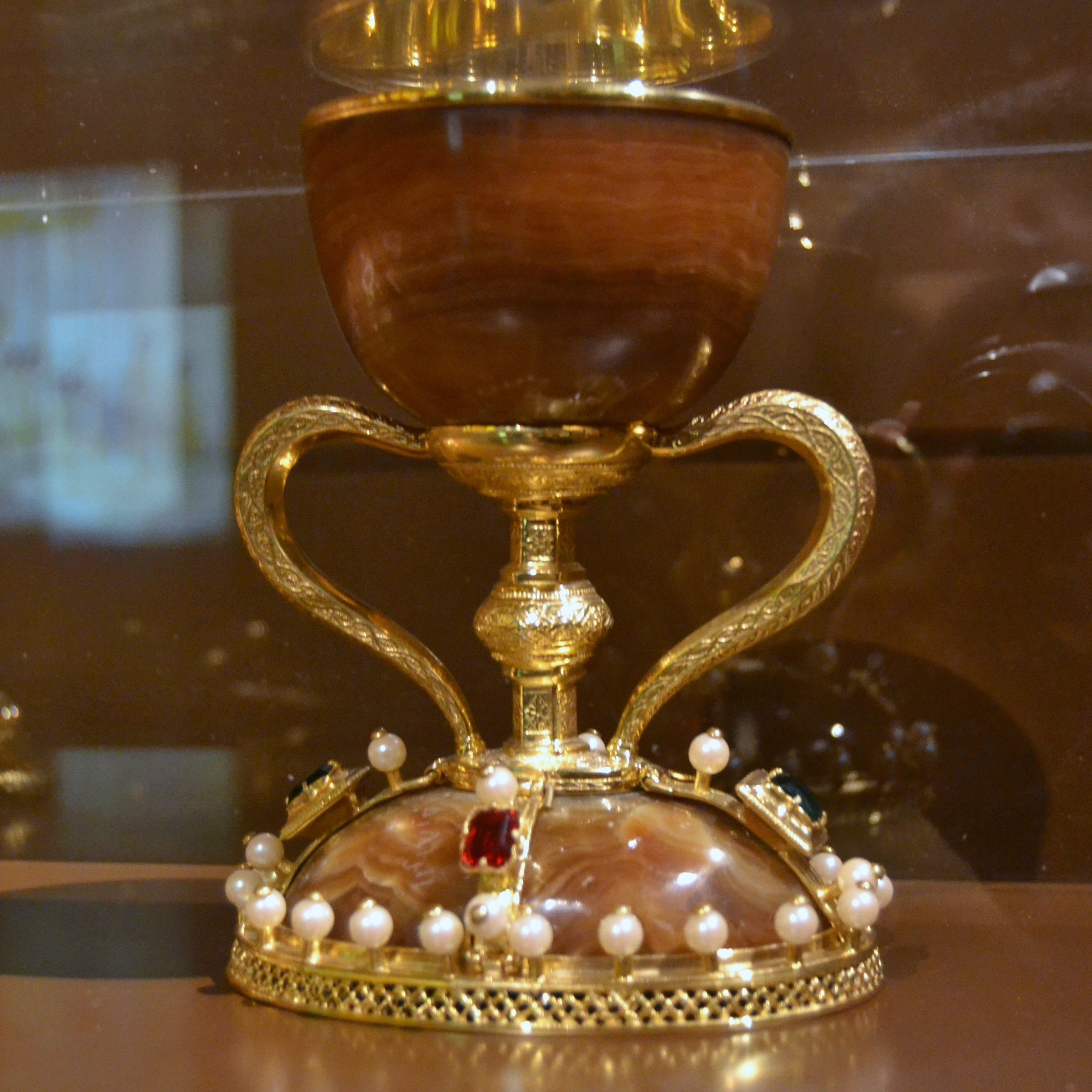
Réplique du Saint Calice de Valence.

En 1982, le pape Jean-Paul II a visité Valence. Il a embrassé deux fois le Saint Calice et l’a utilisé pour la messe.

#### 2006: le pape Benoît XVI célèbre la messe avec le Saint Calice à Valence
Lors de sa venue pour les Rencontres Mondiales de la Famille, le pape Benoît XVI a célébré la messe avec le Saint Calice. Une réplique lui a été offerte.

### Structure du Calice de Valence

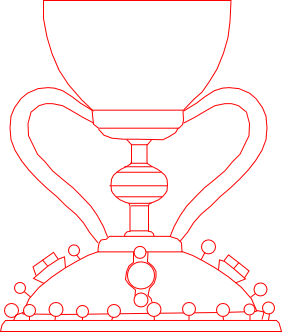
Schéma de la structure du Calice de Valence.

En 1960, Antonio Beltran, chef du département d’archéologie de l’université de Saragosse, en collaboration avec d’autres collègues européens, a fait une étude complète du Saint Calice.
Il aurait été fabriqué entre le IVe siècle av. J.-C. et l’an 1[réf. nécessaire].
Formé par une coupe, un corps et un pied, il a une hauteur de 17 cm.
La coupe, taillée d’un grand morceau de calcédoine orientale, a un diamètre de 9 cm.
Le corps est composé d'une colonne centrale hexagonale, avec un écrou rond au milieu et surmontée de deux petits plats, celui du dessus soutenant la coupe et celui du dessous soutenant le pied, et de deux poignées latérales, en forme de serpent, taillées hexagonalement. La base est entièrement en or. Elliptique, elle est en calcédoine et comporte 28 petites perles, deux rubis et deux émeraudes. Antonio Beltran conclut qu'il s'agit probablement d'un brûleur d'encens du XIIe siècle retourné, choisi pour servir de base à la coupe supérieure parce qu'il est du même matériau et de même couleur.
Une inscription en arabe coufique est gravée sur son dos mais les deux mots « clz chrh » sont difficiles à décrypter, même si phonétiquement, les racines trienniques peuvent donner "caliz chrisht".

## Autres prétendus Saints Calices
Au Moyen Âge, plus de vingt coupes prétendaient au titre de Saint Calice[réf. nécessaire].

### Le Calice de Jérusalem / basilique de Léon

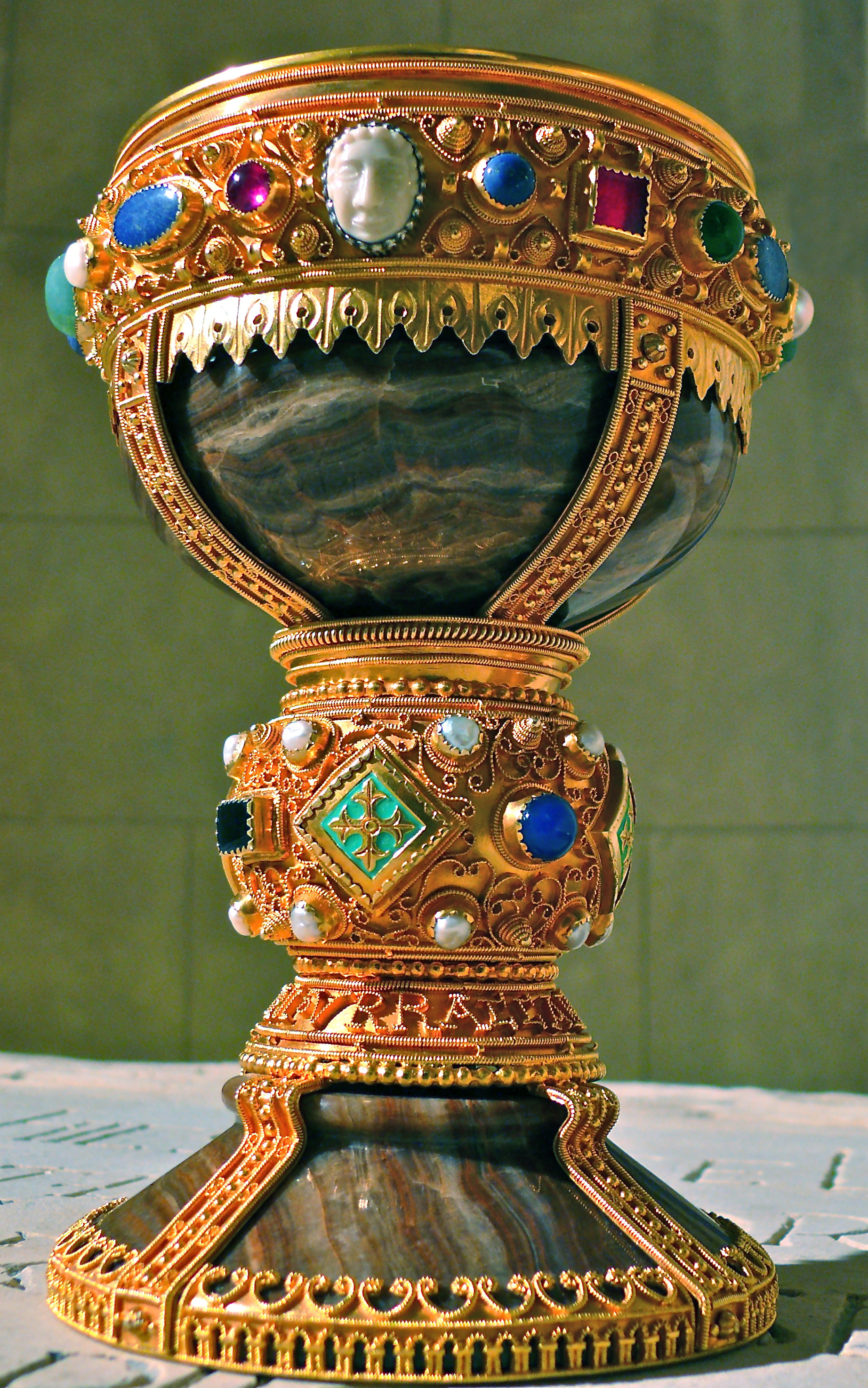
Réplique du calice de Doña Urraca.

Le récit De locis sanctis relate le pèlerinage d'Arculfe en Terre sainte au VIIe siècle. L'évêque aurait vu la relique conservée dans la « chapelle du calice » de l'église du Saint-Sépulcre à Jérusalem. D'autres documents la mentionnent par la suite. Ainsi selon la médiéviste Margarita Torres (es), un inventaire commandé par Charlemagne en 809 confirme sa présence dans le Trésor de l'église.
Après la destruction de l'église en 1009, le parcours suivi par sa relique est incertain. Margarita Torres cite un second document, une note du XIe siècle conservée à la bibliothèque de l'Université Al-Azhar du Caire, rédigée en arabe sur un parchemin et qui mentionne la « coupe du Messie ». Son texte relate l'envoi en cadeau au roi Ferdinand Ier de León, de la relique prise à Jérusalem. Les recherches de Margarita Torres l'amènent à conclure à l’authenticité du calice (es) de Doña Urraca, fille de Ferdinand Ier, exposé au musée San Isidoro de la basilique de Léon.

### Le «Sacro Catino» de la cathédrale de Gênes

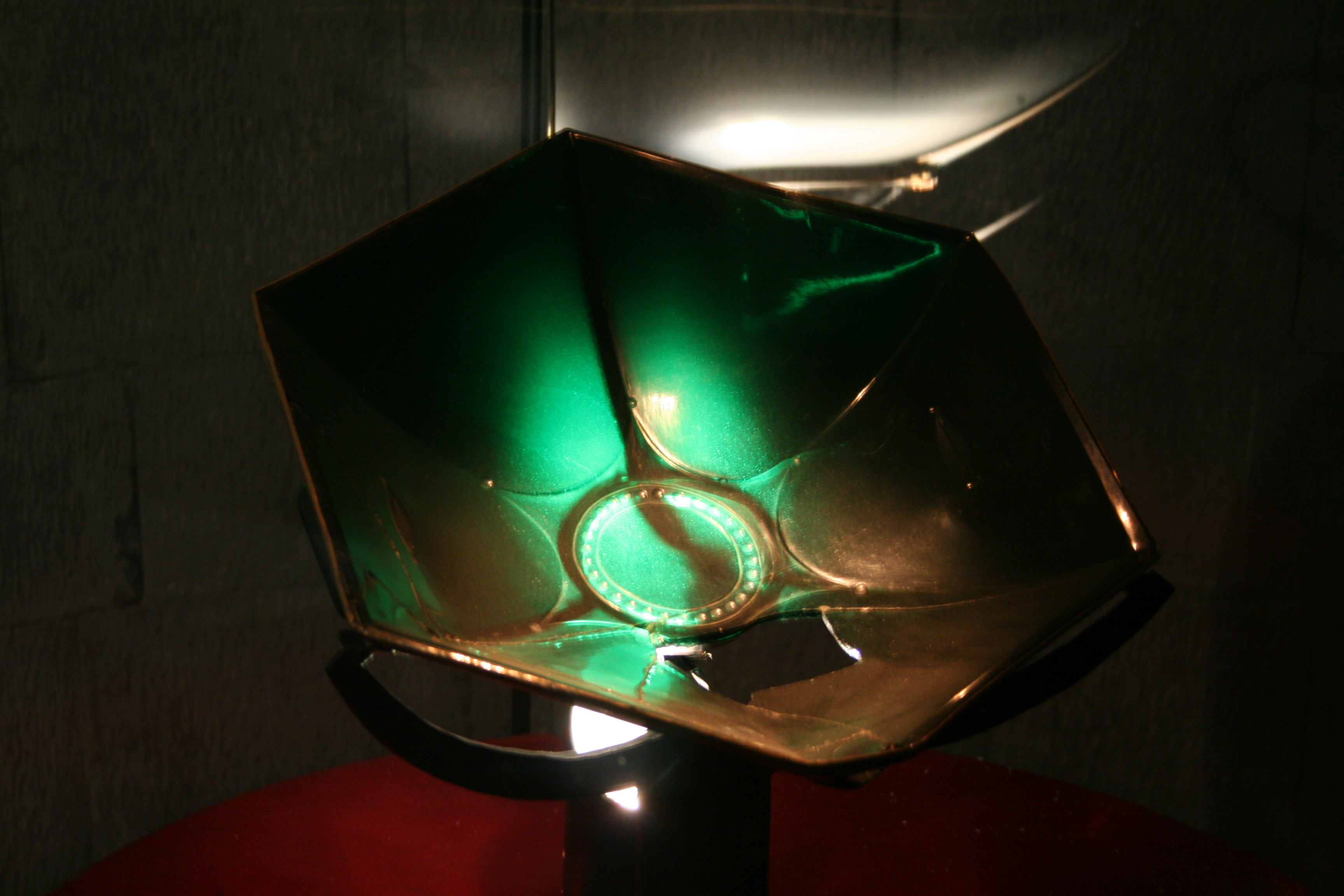
Le « Sacro Catino ».

Une des plus célèbres est le « Sacro Catino. »
Il aurait été non seulement celui que le Christ aurait utilisé, mais avant cela il aurait été offert par la reine de Saba (Yémen, Arabie) au roi Salomon pour garnir le Temple, construit à Jérusalem pour abriter l’Arche d’alliance, ce coffre qui contenait les Tables de la Loi, reçues par Moïse sur le mont Sinaï.
Selon Hérodote, une coupe d’émeraude se trouvait dans le temple d’Héraclès (L’Hercule des douze travaux) à Agrigente.
Pour certains, le Sacro Catino serait le plat sur lequel fut déposée la tête de saint Jean-Baptiste, réclamée par Salomé.
Durant la campagne d’Italie conduite par Napoléon Bonaparte, il fut dérobé à la cathédrale de Gênes et emmené à Paris en 1809, où il fut étudié par une commission de l’Académie des sciences de l’Institut de France, qui conclut qu’il était fait en verre byzantin teinté en vert et non pas en émeraude. Il fut restitué en 1815.

### Vase de la basilique Sainte-Sophie de Constantinople rapporté ensuite à la cathédrale de Troyes
En 1199, un pèlerin russe appelé Antonius (Antoine), qui deviendra plus tard l’archevêque de Novgorod, parcourait les sanctuaires de l’empire d’Orient dressant un catalogue des principales reliques rencontrées.
Un manuscrit (qui ne fut publié qu’en 1872) nous apprend que lors de sa visite à la basilique Sainte-Sophie, il avait remarqué un petit vase de marbre d’apparence, dont on disait qu’il avait été utilisé par Jésus-Christ le Jeudi Saint lorsqu’il célébra la dernière Cène.
« Catinum parvum marmoreum, quo usus est Christus, quum coenam cum discipulis celebravit feria quinta majori »,,.
En vue d’une Quatrième croisade contre les musulmans en Égypte, une armée croisée fut constituée par le comte Thibaut III de Champagne et comptait un grand nombre de Champenois dont, à leur tête, en qualité de grand aumônier de l’armée latine, l’évêque de Troyes, déjà âgé, Garnier de Traînel.
Après le détournement de la croisade vers Constantinople, les croisés firent main basse sur les trésors (reliques et pierreries) de la cité. Garnier de Trainel, que la mort attendait en cette ville, acquit un grand nombre de reliques et ses chapelains ramenèrent avec eux une part considérable de ce trésor dans laquelle on trouvait un morceau important de la vraie Croix, du sang du Christ, ainsi que le chef de saint Philippe, le bras de saint Jacques le Majeur ou le corps entier de sainte Hélène, vierge (mentionné dans les inventaires des églises de Troyes).
Le vase de la Cène était, assurément, le plus précieux des trésors.
Les inventaires des églises de Troyes le mentionnent ainsi :
« Un fort beau vase de jaspe, entouré d’un bord d’argent sur lequel il y a quatre vers grecs iambiques qui sont gravés en lettres majuscules antiques » (version ci-après en latin) : « Est vas in quo duo pisces fuerunt ante Dominum Jesum Christum in mensa portati, et depost illud vas fuit in quo Corpus Domini deportabatur. »
(« Ce vase est celui où deux poissons furent apportés sur la table devant N.S Jésus-Christ et, depuis, le corps du Seigneur y était déposé. »)
Il en reste le témoignage dans les verrières exécutées sous Nicolas de Brie (verrière 10, la seconde à droite du chœur).
En janvier 1794, au cours de révolution, tous les reliquaires et reliques furent livrés aux flammes[réf. nécessaire], mais on ignore ce qu'il est advenu du vase.

### Calice d'Antioche

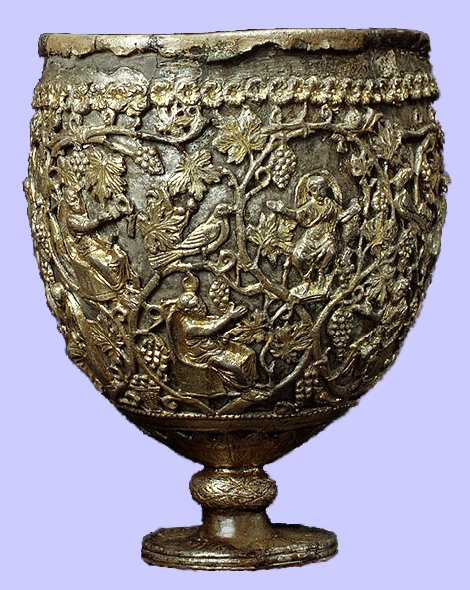
Le Calice d'Antioche

Conservé au Metropolitan Museum of Art à New York, le calice d'Antioche était présenté comme le Saint Calice. Il date du VIe siècle et, aujourd'hui, on pense plutôt que cet objet servait de lampe.

## Le Saint Calice dans la culture populaire

### Le Graal a souvent été assimilé au Saint Calice
Le Graal, recherché par les Chevaliers de la Table Ronde, a souvent été assimilé au Saint Calice et appelé Saint Graal.

### Joseph d’Arimathie aurait recueilli le sang du Christ dans le Saint Calice
C’est (selon certaines légendes médiévales associées au Graal) dans ce même calice que Joseph d’Arimathie aurait recueilli le sang du Christ, qui coulait d’une blessure au flanc droit provoquée par Longin le Centurion avec la Sainte Lance.

### Lien entre le Saint Calice et le Graal
Le « Graal », objet mystérieux symbole de quête, a alimenté des légendes et la littérature ; selon les histoires, il n’est pas décrit de la même façon. Dans sa première évocation littéraire, Perceval ou le Conte du Graal de Chrétien de Troyes (XIIe siècle, en vieux français), il est seulement dit que le Graal est orné de pierres précieuses, mais sa nature n’est pas définie.
C’est dans L’estoire dou Graal de Robert de Boron qu’il est assimilé au Saint Calice. C’est d’ailleurs à partir de là qu’apparaît l’appellation « Saint Graal ».
- Voir l’article détaillé sur le Graal.

## Le Blason de Galice

Blason de Galice

Le Saint Calice est représenté dans le Blason de Galice. Cela est dû probablement soit à la ressemblance des deux noms, Calice et Galice ; soit à la légende attachée au calice de l'église jacquaire d'O Cebreiro.

### Galerie

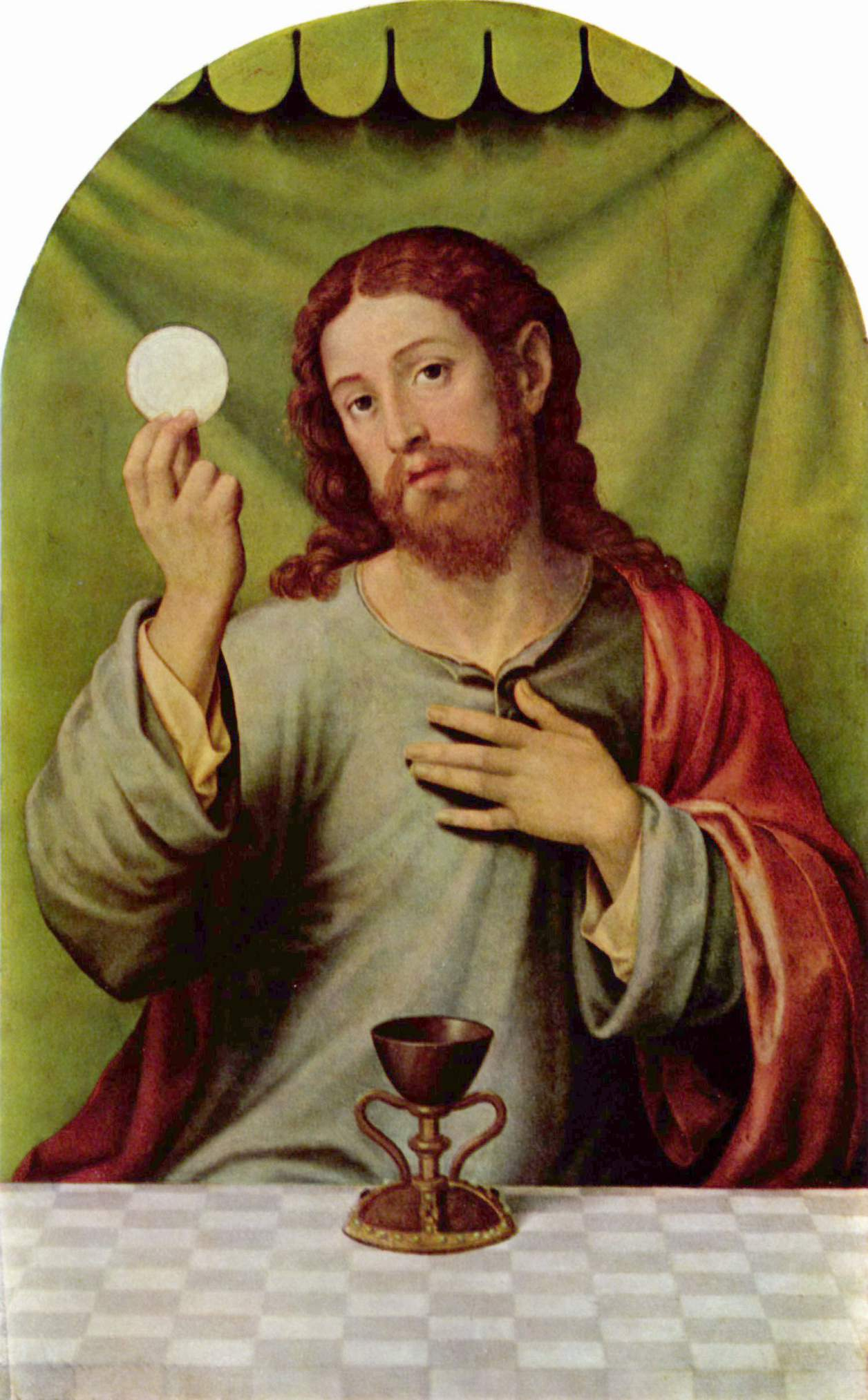
Sauveur à l'hostie et au calice, Juan de Juanes, 1570
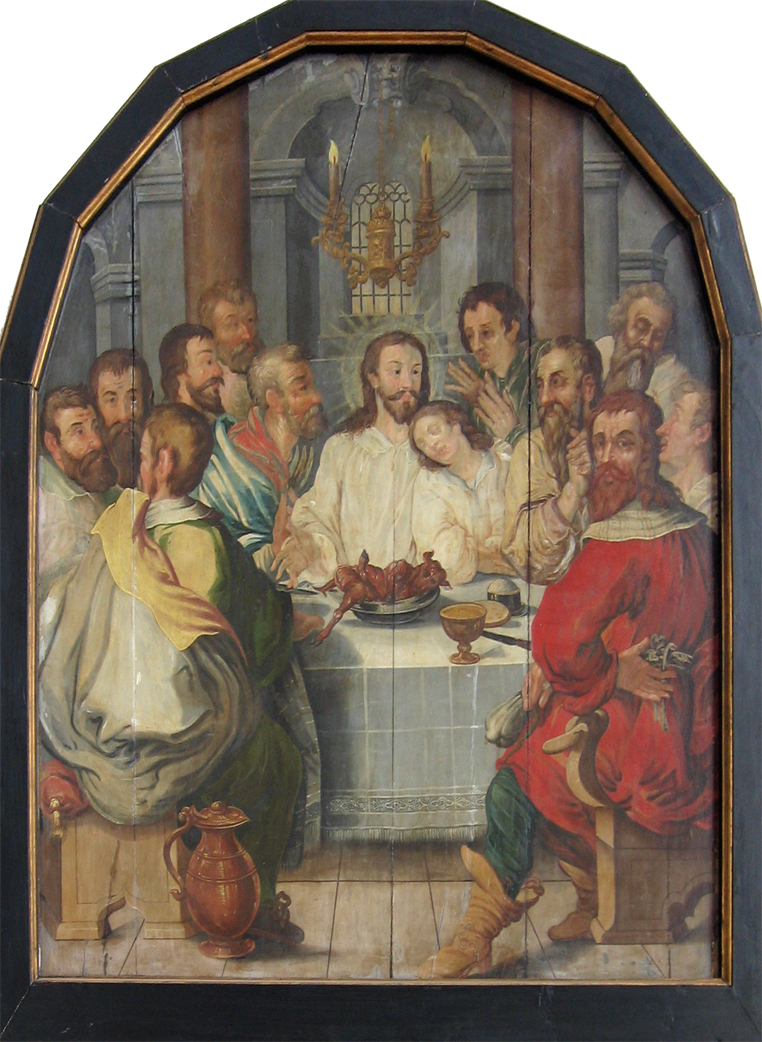
Jésus et le Calice lors de la Cène
Le Saint Graal, Dante Gabriel Rossetti, 1874
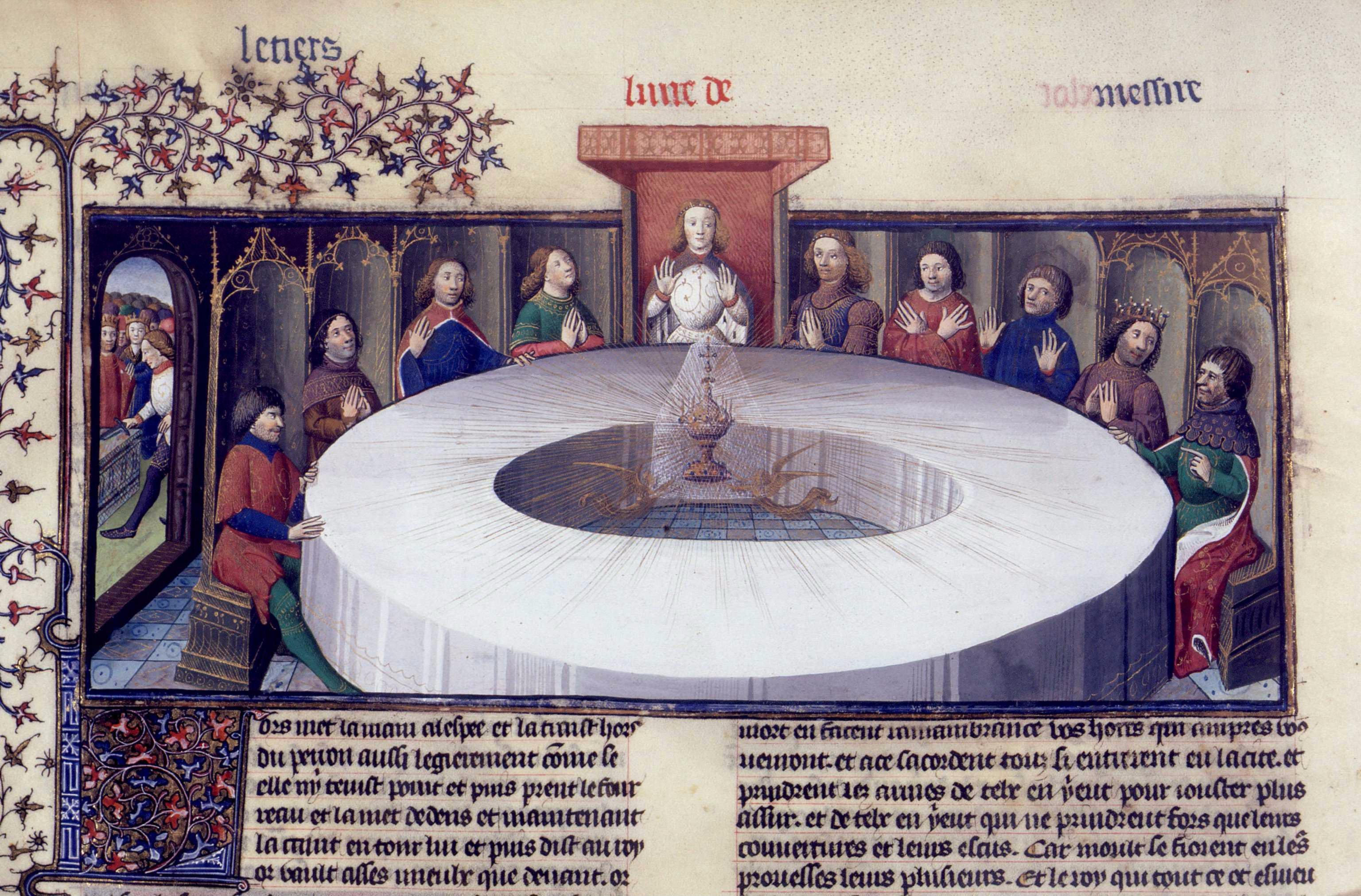
Apparition du Saint Graal, XVe siècle